# Laredo (Missouri)
Laredo – miasto w Stanach Zjednoczonych, w stanie Missouri, w hrabstwie Grundy.